# Bộ Chính trị Đảng Cộng sản Cuba
Bộ Chính trị Đảng Cộng sản Cuba (tiếng Tây Ban Nha: Buró Político del Partido Comunista de Cuba) là cơ quan tối cao chỉ đạo của Đảng giữa các phiên họp toàn thể của Ban chấp hành Trung ương, và chỉ đạo tất cả các công việc của Đảng trong thời kỳ.
Thực hiện nghị quyết của Đại hội Đảng và Hội nghị toàn thể của Ban chấp hành Trung ương. Quyết định chính sách của Đảng giữa phiên họp toàn thể Trung ương căn cứ theo nghị quyết, và thảo luận Đại hội ban chấp hành Trung ương. Chịu trách nhiệm và gửi báo cáo định kỳ tới Hội nghị toàn thể Trung ương về các công việc và của Ban Bí thư.
Trong thời gian giữa hội nghị toàn thể Trung ương, quyết định của Bộ Chính trị ràng buộc tất cả các tổ chức của Đảng, cơ quan, thành viên và ứng viên.

## Danh sách Bộ Chính trị các khóa

### Đại hội Đảng Toàn quốc lần thứ I
| Đại hội Đảng Cộng sản Cuba lần thứ I (1975) | Đại hội Đảng Cộng sản Cuba lần thứ I (1975) | Đại hội Đảng Cộng sản Cuba lần thứ I (1975)                                                                                                 | Đại hội Đảng Cộng sản Cuba lần thứ I (1975) |
| Thứ tự                                      | Tên                                         | Chức vụ Đảng và Nhà nước | Ghi chú khác                                |
| ------------------------------------------- | ------------------------------------------- | --- | ------------------------------------------- |
| 1                                           | Fidel Castro Ruz                            | Bí thư thứ nhất Thủ tướng Cuba (tới năm 1976) Chủ tịch Hội đồng Bộ trưởng (từ năm 1976) Chủ tịch Hội đồng Nhà nước (từ năm 1976)            |                                             |
| 2                                           | Raúl Castro Ruz                             | Bí thư thứ 2 Phó Chủ tịch thứ nhất Hội đồng Nhà nước và Hội đồng Bộ trưởng (từ năm 1976) Bộ trưởng Bộ các lực lượng vũ trang cách mạng Cuba |                                             |
| 3                                           | Juan Almeida Bosque                         | Phó Chủ tịch Hội đồng Nhà nước (từ năm 1976)                                                                                                |                                             |
| 4                                           | Osvaldo Dorticós Torrado                    | Chủ tịch nước Cuba (tới năm 1976) Phó Chủ tịch Hội đồng Bộ trưởng (từ năm 1976)                                                             |                                             |
| 5                                           | Guillermo García Frías                      | Phó Chủ tịch Hội đồng Nhà nước và Hội đồng Bộ trưởng (từ năm 1976) Bộ trưởng Bộ Giao thông vận tải                                          |                                             |
| 6                                           | Armando Hart Dávalos                        | Bộ trưởng Bộ Văn hóa (từ năm 1976) |                                             |
| 7                                           | Ramiro Valdés Menéndez                      | |                                             |
| 8                                           | Sergio del Valle                            | Bộ trưởng Bộ Nội vụ |                                             |
| 9                                           | Blas Roca                                   | Chủ tịch Quốc hội (từ năm 1976) |                                             |
| 10                                          | José Ramón Machado Ventura                  | |                                             |
| 11                                          | Carlos Rafael Rodríguez                     | Phó Chủ tịch Hội đồng Nhà nước (từ năm 1976)                                                                                                |                                             |
| 12                                          | Pedro Miret                                 | |                                             |
| 13                                          | Arnaldo Milian Castro                       | |                                             |

### Đại hội Đảng Toàn quốc lần thứ II
| Đại hội Đảng Cộng sản Cuba lần thứ II (1980) | Đại hội Đảng Cộng sản Cuba lần thứ II (1980) | Đại hội Đảng Cộng sản Cuba lần thứ II (1980)                                                                                    | Đại hội Đảng Cộng sản Cuba lần thứ II (1980) |
| Thứ tự                                       | Tên                                          | Chức vụ Đảng và Nhà nước | Ghi chú khác                                 |
| -------------------------------------------- | -------------------------------------------- | --- | -------------------------------------------- |
| 1                                            | Fidel Castro Ruz                             | Bí thư thứ nhất Chủ tịch Hội đồng Nhà nước và Hội đồng Bộ trưởng                                                                |                                              |
| 2                                            | Raúl Castro Ruz                              | Bí thư thứ hai Phó Chủ tịch thứ nhất Hội đồng Nhà nước và Hội đồng Bộ trưởng Bộ trưởng Bộ các lực lượng vũ trang cách mạng Cuba |                                              |
| 3                                            | Juan Almeida Bosque                          | Phó Chủ tịch Hội đồng Nhà nước                                                                                                  |                                              |
| 4                                            | Ramiro Valdés Menéndez                       | Bộ trưởng Bộ Nội vụ (1979-1985)                                                                                                 |                                              |
| 5                                            | Guillermo García Frías                       | Phó Chủ tịch Hội đồng Nhà nước và Hội đồng Bộ trưởng Bộ trưởng Bộ Giao thông vận tải                                            |                                              |
| 6                                            | José Ramón Machado Ventura                   | Ủy viên Hội đồng Nhà nước |                                              |
| 7                                            | Blas Roca Calderío                           | Chủ tịch Quốc hội (1976-1981)                                                                                                   |                                              |
| 8                                            | Carlos Rafael Rodríguez Rodríguez            | Phó Chủ tịch Hội đồng Nhà nước và Hội đồng Bộ trưởng (1976-1986)                                                                |                                              |
| 9                                            | Osvaldo Dorticós Torrado                     | Phó Chủ tịch Hội đồng Bộ trưởng (1976-1983) Bộ trưởng Tư pháp (1980-1983)                                                       | mất khi đang tại nhiệm                       |
| 10                                           | Pedro Miret Prieto                           | Phó Chủ tịch Hội đồng Bộ trưởng                                                                                                 |                                              |
| 11                                           | Sergio del Valle Jiménez                     | Bộ trưởng Bộ Y tế (1979-1986)                                                                                                   |                                              |
| 12                                           | Armando Hart Dávalos                         | Bộ trưởng Bộ Văn hóa (1976-1997)                                                                                                |                                              |
| 13                                           | Arnaldo Milián Castro                        | Phó Chủ tịch Hội đồng Bộ trưởng Bộ trưởng Bộ Nông nghiệp(1980-1983)                                                             | mất khi đang tại nhiệm (1/7/1983)            |
| 14                                           | Jorge Risquet Valdés-Saldaña                 | Bí thư Trung ương Đảng, phụ trách đối ngoại (1965-1990)                                                                         |                                              |
| 15                                           | Julio Camacho Aguilera                       | |                                              |
| 16                                           | Osmani Cienfuegos Gorriarán                  | |                                              |

### Đại hội Đảng Toàn quốc lần thứ III
| Đại hội Đảng Cộng sản Cuba lần thứ III (1986) | Đại hội Đảng Cộng sản Cuba lần thứ III (1986) | Đại hội Đảng Cộng sản Cuba lần thứ III (1986)                                                                                      | Đại hội Đảng Cộng sản Cuba lần thứ III (1986) |
| Thứ tự                                        | Tên                                           | Chức vụ Đảng và Nhà nước | Ghi chú khác                                  |
| --------------------------------------------- | --------------------------------------------- | --- | --------------------------------------------- |
| 1                                             | Fidel Castro Ruz                              | Bí thư thứ nhất Chủ tịch Hội đồng Nhà nước và Hội đồng Bộ trưởng                                                                   |                                               |
| 2                                             | Raúl Castro Ruz                               | Bí thư thứ hai Phó Chủ tịch thứ nhất Hội đồng Nhà nước và Hội đồng Bộ trưởng Bộ trưởng Bộ các lực lượng vũ trang cách mạng Cuba    |                                               |
| 3                                             | Juan Almeida Bosque                           | Phó Chủ tịch Hội đồng Nhà nước (1976-2009)                                                                                         |                                               |
| 4                                             | Julio Camacho Aguilera                        | |                                               |
| 5                                             | Osmani Cienfuegos Gorriarán                   | Tổng thư ký Tổ chức Đoàn kết Nhân dân châu Á, châu Phi và Mỹ Latinh                                                                |                                               |
| 6                                             | Abelardo Colomé Ibarra                        | Thứ trưởng Bộ các lực lượng vũ trang cách mạng Cuba (1972-1989) Bộ trưởng Bộ Nội vụ (1989-) Phó Chủ tịch Hội đồng Nhà nước (1989-) |                                               |
| 7                                             | Vilma Espín Guillois                          | Chủ tịch Liên đoàn Phụ nữ Cuba |                                               |
| 8                                             | Armando Hart Dávalos                          | Bộ trưởng Bộ Văn hóa |                                               |
| 9                                             | Esteban Lazo Hernández                        | Bí thư thứ nhất Tỉnh ủy Santiago de Cuba (1986-1994)                                                                               |                                               |
| 10                                            | José Ramón Machado Ventura                    | thành viên Hội đồng Nhà nước |                                               |
| 11                                            | Pedro Miret Prieto                            | Phó Chủ tịch Hội đồng Bộ trưởng |                                               |
| 12                                            | Jorge Risquet Valdés-Saldaña                  | Bí thư Trung ương Đảng, phụ trách đối ngoại (1965-1990)                                                                            |                                               |
| 13                                            | Carlos Rafael Rodríguez Rodríguez             | Phó Chủ tịch Hội đồng Nhà nước và Hội đồng Bộ trưởng (1976-1986)                                                                   |                                               |
| 14                                            | Roberto Veiga Menéndez                        | |                                               |

### Đại hội Đảng Toàn quốc lần thứ IV
| Đại hội Đảng Cộng sản Cuba lần thứ IV (1991) | Đại hội Đảng Cộng sản Cuba lần thứ IV (1991) | Đại hội Đảng Cộng sản Cuba lần thứ IV (1991)                                                                                          | Đại hội Đảng Cộng sản Cuba lần thứ IV (1991) |
| Thứ tự                                       | Tên                                          | Chức vụ Đảng và Nhà nước | Ghi chú khác                                 |
| -------------------------------------------- | -------------------------------------------- | --- | -------------------------------------------- |
| 1                                            | Fidel Castro Ruz                             | Bí thư thứ nhất Chủ tịch Hội đồng Nhà nước và Hội đồng Bộ trưởng                                                                      |                                              |
| 2                                            | Raúl Castro Ruz                              | Bí thư thứ hai Phó Chủ tịch thứ nhất Hội đồng Nhà nước và Hội đồng Bộ trưởng Bộ trưởng Bộ các lực lượng vũ trang cách mạng Cuba       |                                              |
| 3                                            | Juan Almeida Bosque                          | Phó Chủ tịch Hội đồng Nhà nước (1976-2009)                                                                                            |                                              |
| 4                                            | Carlos Aldana Escalante                      | |                                              |
| 5                                            | Concepción Campa Huergo                      | thành viên Ủy ban Nhà nước của Liên đoàn Phụ nữ Cuba                                                                                  |                                              |
| 6                                            | Julio Casas Regueiro                         | Thư ký Bộ trưởng Bộ các lực lượng vũ trang cách mạng Cuba (1988-1990) Thứ trưởng Bộ các lực lượng vũ trang cách mạng Cuba (1990-2008) |                                              |
| 7                                            | Osmani Cienfuegos Gorriarán                  | |                                              |
| 8                                            | Leopoldo Cintra Frías                        | Sư đoàn trưởng Sư đoàn Tăng thiết giáp Tư lệnh Quân khu phía Tây                                                                      |                                              |
| 9                                            | Abelardo Colomé Ibarra                       | Bộ trưởng Bộ Nội vụ |                                              |
| 10                                           | María de los Ángeles García                  | |                                              |
| 11                                           | Yadira García Vera                           | |                                              |
| 12                                           | Alfredo Hondal González                      | |                                              |
| 13                                           | Alfredo Jordán Morales                       | |                                              |
| 14                                           | Carlos Lage Dávila                           | |                                              |
| 15                                           | Esteban Lazo Hernández                       | Phó Chủ tịch Hội đồng Nhà nước (1992-2013)                                                                                            |                                              |
| 16                                           | Jorge Lazcano Pérez                          | |                                              |
| 17                                           | José Ramón Machado Ventura                   | Ủy viên Hội đồng Nhà nước (1981-2008)                                                                                                 |                                              |
| 18                                           | Cándido Palmero Hernández                    | |                                              |
| 19                                           | Abel Prieto Jiménez                          | Chủ tịch Liên minh Quốc gia Nhà văn và Nghệ sĩ Cuba                                                                                   |                                              |
| 20                                           | Julián Rizo Álvarez                          | |                                              |
| 21                                           | Roberto Robaina González                     | |                                              |
| 22                                           | Carlos Rafael Rodríguez Rodríguez            | Phó Chủ tịch Hội đồng Nhà nước và Hội đồng Bộ trưởng                                                                                  |                                              |
| 23                                           | Ulises Rosales del Toro                      | Bộ trưởng Bộ đường (1997-2009) |                                              |
| 24                                           | Pedro Ross Leal                              | |                                              |
| 25                                           | Nelson Torres Pérez                          | |                                              |

### Đại hội Đảng Toàn quốc lần thứ V
| Đại hội Đảng Cộng sản Cuba lần thứ V (1997) | Đại hội Đảng Cộng sản Cuba lần thứ V (1997) | Đại hội Đảng Cộng sản Cuba lần thứ V (1997)                                                                                     | Đại hội Đảng Cộng sản Cuba lần thứ V (1997) |
| Thứ tự                                      | Tên                                         | Chức vụ Đảng và Nhà nước | Ghi chú khác                                |
| ------------------------------------------- | ------------------------------------------- | --- | ------------------------------------------- |
| 1                                           | Fidel Castro Ruz                            | Bí thư thứ nhất Chủ tịch Hội đồng Nhà nước và Hội đồng Bộ trưởng                                                                |                                             |
| 2                                           | Raúl Castro Ruz                             | Bí thư thứ hai Phó Chủ tịch thứ nhất Hội đồng Nhà nước và Hội đồng Bộ trưởng Bộ trưởng Bộ các lực lượng vũ trang cách mạng Cuba |                                             |
| 3                                           | Esteban Lazo Hernández                      | Phó Chủ tịch Hội đồng Nhà nước (1992-2013)                                                                                      |                                             |
| 4                                           | Carlos Lage Dávila                          | Thư ký điều hành Hội đồng Bộ trưởng                                                                                             |                                             |
| 5                                           | Ricardo Alarcón de Quesada                  | Chủ tịch Quốc hội (1993-2013)                                                                                                   |                                             |
| 6                                           | Ulises Rosales del Toro                     | Bộ trưởng Bộ Đường (1997-2009) Bộ trưởng Bộ Nông nghiệp (2008-2010) Phó Chủ tịch Hội đồng Bộ trưởng (2009-2011)                 |                                             |
| 7                                           | Juan Almeida Bosque                         | Phó Chủ tịch Hội đồng Nhà nước (1976-2009)                                                                                      | mất khi đang tại nhiệm                      |
| 8                                           | José Ramón Machado Ventura                  | Ủy viên Hội đồng Nhà nước (1981-2008) Phó Chủ tịch thứ nhất Hội đồng Nhà nước và Hội đồng Bộ trưởng (2008-2013)                 |                                             |
| 9                                           | José Ramón Balaguer Cabrera                 | Bộ trưởng Bộ Y tế (1992-2010)                                                                                                   |                                             |
| 10                                          | Pedro Ross Leal                             | |                                             |
| 11                                          | Concepción Campa Huergo                     | Bộ trưởng Bộ Khoa học Công nghệ và Môi trường Cuba                                                                              |                                             |
| 12                                          | Abel Prieto Jiménez                         | Bộ trưởng Bộ Văn hóa (1997-2012)                                                                                                |                                             |
| 13                                          | Julio Casas Regueiro                        | Thứ trưởng Bộ các lực lượng vũ trang cách mạng Cuba (1990-2008) Bộ trưởng Bộ các lực lượng vũ trang cách mạng Cuba (2008-2011)  |                                             |
| 14                                          | Miguel Mario Díaz Canel Bermúdez            | |                                             |
| 15                                          | Leopoldo Cintra Frías                       | Thứ trưởng Bộ các lực lượng vũ trang cách mạng Cuba (2008-2011)                                                                 |                                             |
| 16                                          | Pedro Sáez Montejo                          | |                                             |
| 17                                          | Abelardo Colome Ibarra                      | |                                             |
| 18                                          | Jorge Luis Sierra Cruz                      | |                                             |
| 19                                          | Misael Enamorado Dáger                      | |                                             |
| 20                                          | Ramiro Valdéz Menendez                      | |                                             |
| 21                                          | Ramón Espinosa Martín                       | |                                             |
| 22                                          | Salvador Valdés Mesa                        | Bộ trưởng Bộ Lao động và An sinh Xã hội (1995-1999) Tổng thư ký của Liên đoàn Lao động của Cuba (2006-2013)                     |                                             |
| 23                                          | Yadira García Vera                          | |                                             |
| 24                                          | Alvaro López Miera                          | |                                             |

### Đại hội Đảng Toàn quốc lần thứ VI
| Đại hội Đảng Cộng sản Cuba lần thứ VI (2011) | Đại hội Đảng Cộng sản Cuba lần thứ VI (2011) | Đại hội Đảng Cộng sản Cuba lần thứ VI (2011)                                                                              | Đại hội Đảng Cộng sản Cuba lần thứ VI (2011) |
| Thứ tự                                       | Tên                                          | Chức vụ Đảng và Nhà nước                                                                                                  | Ghi chú khác                                 |
| -------------------------------------------- | -------------------------------------------- | --- | -------------------------------------------- |
| 1                                            | Raul Castro Ruz                              | Bí thư thứ nhất(2011-) Chủ tịch Hội đồng Nhà nước và Hội đồng Bộ trưởng(2008-)                                            |                                              |
| 2                                            | José Ramón Machado Ventura                   | Bí thư thứ hai(2011-) Phó Chủ tịch thứ nhất Hội đồng Nhà nước và Hội đồng Bộ trưởng (2008-2013)                           |                                              |
| 3                                            | Ramiro Valdés Menéndez                       | Phó Chủ tịch Hội đồng Nhà nước và Hội đồng Bộ trưởng (2009-)                                                              |                                              |
| 4                                            | Abelardo Colomé Ibarra                       | Bộ trưởng Bộ Nội vụ (1989-) Phó Chủ tịch Hội đồng Nhà nước (1989-)                                                        |                                              |
| 5                                            | Julio Casas Regueiro                         | Bộ trưởng Bộ các lực lượng vũ trang cách mạng Cuba(2008-2011)                                                             | mất khi đang tại nhiệm (3/9/2011)            |
| 6                                            | Esteban Lazo Hernández                       | Chủ tịch Quốc hội (2013-) Phó Chủ tịch Hội đồng Nhà nước (1992-2013)                                                      |                                              |
| 7                                            | Ricardo Alarcón de Quesada                   | Chủ tịch Quốc hội (1993-2013)                                                                                             |                                              |
| 8                                            | Miguel Díaz-Canel Bermúdez                   | Phó Chủ tịch thứ nhất Hội đồng Nhà nước và Hội đồng Bộ trưởng (2013-) Bộ trưởng Bộ Giáo dục Đại học (2009-2012)           |                                              |
| 9                                            | Leopoldo Cintra Frías                        | Bộ trưởng Bộ các lực lượng vũ trang cách mạng Cuba(2011-) Thứ trưởng Bộ các lực lượng vũ trang cách mạng Cuba (2008-2011) |                                              |
| 10                                           | Ramón Espinosa Martín                        | Thứ trưởng Bộ các lực lượng vũ trang cách mạng Cuba                                                                       |                                              |
| 11                                           | Álvaro López Miera                           | Thứ trưởng Bộ các lực lượng vũ trang cách mạng Cuba(2011-) Tổng Tham mưu trưởng(2011-)                                    |                                              |
| 12                                           | Salvador Valdés Mesa                         | Phó Chủ tịch Hội đồng Nhà nước(2013-) Tổng thư ký của Liên đoàn Lao động của Cuba(2006-2013)                              |                                              |
| 13                                           | Mercedes López Acea                          | Phó Chủ tịch Hội đồng Nhà nước(2013-) Bí thư thứ nhất Thành ủy La Habana (2009-)                                          |                                              |
| 14                                           | Marino Murillo Jorge                         | Bộ trưởng Kinh tế và Kế hoạch (2014-) Phó Chủ tịch Hội đồng Bộ trưởng(2009-2011)                                          |                                              |
| 15                                           | Abdel Izquierdo Rodríguez                    | Bộ trưởng Kinh tế và Kế hoạch(2011-2014) Phó Chủ tịch Hội đồng Bộ trưởng Cuba(2012-)                                      |                                              |

### Đại hội Đảng Toàn quốc lần thứ VII
| Đại hội Đảng Cộng sản Cuba lần thứ VII (2016) | Đại hội Đảng Cộng sản Cuba lần thứ VII (2016) | Đại hội Đảng Cộng sản Cuba lần thứ VII (2016)                       | Đại hội Đảng Cộng sản Cuba lần thứ VII (2016) |
| Thứ tự                                        | Tên                                           | Chức vụ Đảng và Nhà nước                                            | Ghi chú khác                                  |
| --------------------------------------------- | --------------------------------------------- | ------------------------------------------------------------------- | --------------------------------------------- |
| 1                                             | Raul Castro Ruz                               | Bí thư thứ nhất                                                     |                                               |
| 2                                             | José Ramón Machado Ventura                    | Bí thư thứ hai                                                      |                                               |
| 3                                             | Miguel Díaz-Canel Bermúdez                    | Chủ tịch Hội đồng Nhà nước & Hội đồng Bộ trưởng                     |                                               |
| 4                                             | Esteban Lazo Hernández                        | Chủ tịch Quốc hội                                                   |                                               |
| 5                                             | Ramiro Valdés Menéndez                        | Phó Chủ tịch Hội đồng Nhà nước và Hội đồng Bộ trưởng                |                                               |
| 6                                             | Salvador Valdés Mesa                          | Phó Chủ tịch Hội đồng Nhà nước                                      |                                               |
| 7                                             | Leopoldo Cintra Frías                         | Bộ trưởng Các lực lượng vũ trang                                    |                                               |
| 8                                             | Bruno Rodríguez Parrilla                      | Bộ trưởng Ngoại giao                                                |                                               |
| 9                                             | Marino Murillo Jorge                          | Phó Chủ tịch Hội đồng Bộ trưởng kiêm Bộ trưởng Kinh tế              |                                               |
| 10                                            | Mercedes Lopez Acea                           | Bí thư Thành ủy La Habana, Phó Chủ tịch Hội đồng Nhà nước           |                                               |
| 11                                            | Álvaro López Miera                            | Thứ trưởng Thứ nhất, Tổng Tham mưu trưởng Bộ Các lực lượng vũ trang |                                               |
| 12                                            | Ramón Espinosa Martín                         | Thứ trưởng Bộ Các lực lượng vũ trang                                |                                               |
| 13                                            | Ulises Guilarte de Nacimiento                 | Tổng thư ký Công đoàn Công nhân Trung ương Cuba                     |                                               |
| 14                                            | Roberto Morales Ojeda                         | Bộ trưởng Y tế                                                      |                                               |
| 15                                            | Miriam Nicado García                          | Hiệu trưởng Đại học Tin học quốc gia UCI                            |                                               |
| 16                                            | Teresa Amarelle Boué                          | Tổng thư ký Liên đoàn Phụ nữ Quốc gia Cuba                          |                                               |
| 17                                            | Marta Ayala Ávila                             | Giám đốc Viện nghiên cứu Gen và Công nghệ sinh học                  |                                               |

### Đại hội Đảng Toàn quốc lần thứ VIII
| Đại hội Đảng Cộng sản Cuba lần thứ VIII (2021) | Đại hội Đảng Cộng sản Cuba lần thứ VIII (2021) | Đại hội Đảng Cộng sản Cuba lần thứ VIII (2021)                                                                 | Đại hội Đảng Cộng sản Cuba lần thứ VIII (2021)                               | Đại hội Đảng Cộng sản Cuba lần thứ VIII (2021) |
| Thứ tự                                         | Tên                                            | Chức vụ Đảng                                                                                                   | Chức vụ Nhà nước                                                             | Ghi chú khác                                   |
| ---------------------------------------------- | ---------------------------------------------- | --- | ---------------------------------------------------------------------------- | ---------------------------------------------- |
| 1                                              | Miguel Díaz-Canel Bermúdez                     | Bí thư thứ nhất Trung ương Đảng                                                                                | Chủ tịch nước Cộng hòa Cuba                                                  |                                                |
| 2                                              | Esteban Lazo Hernández                         | | Chủ tịch Quốc hội của Chính quyền Nhân dân Cuba                              |                                                |
| 3                                              | Salvador Valdés Mesa                           | | Phó Chủ tịch nước Cộng hòa Cuba                                              |                                                |
| 4                                              | Roberto Morales Ojeda                          | Bí thư Ban Tổ chức và Chính sách cán bộ Trung ương Đảng (tương đương Trưởng Ban Tổ chức Trung ương ở Việt Nam) |                                                                              |                                                |
| 5                                              | Álvaro López Miera                             | | Bộ trưởng Bộ các lực lượng vũ trang cách mạng                                |                                                |
| 6                                              | Bruno Rodríguez Parrilla                       | | Bộ trưởng Bộ Ngoại giao                                                      |                                                |
| 7                                              | Ulises Guilarte de Nacimiento                  | | Tổng thư ký Liên đoàn Lao động                                               |                                                |
| 8                                              | Teresa Amarelle Boué                           | | Tổng thư ký Hội Liên hiệp Phụ nữ                                             |                                                |
| 9                                              | Martha Ayala Ávila                             | | Giám đốc Viện nghiên cứu Gen và Công nghệ sinh học                           |                                                |
| 10                                             | Manuel Marrero Cruz                            | | Thủ tướng Chính phủ Cộng hòa Cuba                                            |                                                |
| 11                                             | José Amado Ricardo Guerra                      | | Thư ký Hội đồng Bộ trưởng                                                    |                                                |
| 12                                             | Luis Alberto López Rodríguez Callejas          | | Chủ Tịch Điều Hành Nhóm Quản Trị Kinh Doanh của Lực Lượng Vũ Trang Cách Mạng |                                                |
| 13                                             | Lázaro Álvarez Casas                           | | Bộ trưởng Bộ Nội vụ                                                          |                                                |
| 14                                             | Gladys Martínez Verdecia                       | Bí thư thứ nhất Tỉnh ủy Artemisa                                                                               |                                                                              |                                                |